# 에트루리아인
에트루리아인은 로마인보다 앞서 이탈리아반도에 최초로 독자적인 문화를 남겼으며, 기원전 8세기경부터 기원전 2세기까지 북쪽은 토스카나 지방부터 남쪽은 로마에 이르는 지중해 연안 지역을 중심으로 한 중부 이탈리아의 거의 전역을 지배한 민족이다. 에트루리아인은 스스로를 라스나(Rasna)라고 불렀고, 로마인은 그들을 투스키(Tusci) 또는 에트루스키(Etrusci), 또 그들이 거주하는 지방을 투스키아라고 불렀는데, 이것이 현재의 토스카나라는 지방 명칭의 기원이라고 한다. 그리스인들은 이들을 튀르레노이(Τυρρηνοί)라고 불렀는데 이는 오늘날 티레니아해의 어원이다.
그 기원에 대해서는 여러 설이 구구하지만 일반적으로는 기원전 10세기경부터 기원전 8세기경에 걸쳐서, 소아시아의 리디아에서 바다를 건너 이탈리아반도에 이주해 온 민족이라고 하는 설이 유력하다. 그들이 사용하고 있던 금석문자(金石文字)는 아직 완전히 해독되어 있지 않은데, 그 대다수는 이 토스카나 지방에서 출토되고, 그 밖의 지방에서는 라티움 지방, 캄파니아 지방의 소도시에서도 발견되고 있다. 그들은 그리스인처럼 도시국가를 형성하고 있었는데, 그 중에도 타르퀴니아 · 키우시 · 베이오 · 체르베테리(카에레) · 아레초 등, 주요 도시는 군사상의 공통적인 이익 때문에 에트루리아 연맹을 조직하여 주변을 지배하고 있었다.
처음 에트루리아인은 토착(土着)의 테라마레 및 빌라노바 문화와 섞여 다시금 페니키아·키프로스 등 서아시아의 영향을 받았다. 이어 기원전 7세기경부터 이탈리아 남부의 그리스 식민도시를 통하여 그리스 문화와의 접촉이 빈번하게 되고, 기원전 6세기 이래 강한 영향을 받았다. 이 사실은 에트루리아의 분묘를 비롯하여 각지의 유적에서 매우 많은 수의 그리스 항아리가 출토되고 있는 점으로 보아도 분명한 일이며, 또한 에트루리아인이 항아리에 그린 그림이나 분묘의 벽화의 주제가 그리스적 요소를 다분히 보여 주고 있는 것으로, 그 영향이 얼마나 뿌리깊게 침투하고 있었는가를 이야기해 주고 있다. 일상 생활에 있어서는 잔인하고 야만적이며 더욱이 향락적인 에트루리아인이 건축·조각·회화·공예 등의 조형 분야에 있어서 특히 뛰어난 독자적 예술을 발전시켰다. 그들의 분묘 예술은 그 가장 현저한 증거이다.

## 같이 보기
- 에트루리아
- 에트루리아 미술
- 에트루리아어
- 빌라노바 문화

## 참고 문헌
- Philipp Ammon: Ruma Rasna – Die etruskischen Wurzeln Roms.